# Ambassade d'Algérie en Égypte
L'ambassade d'Algérie en Égypte est la représentation diplomatique de l'Algérie en Égypte, qui se trouve au Caire, la capitale du pays.

## Histoire
À l'indépendance de l'Algérie, Henri Curiel et son frère Raoul ont offert à l’État algérien la propriété familiale cairote située dans le faubourg de Zamalek, dont la valeur est estimée à un milliard de francs, une somme considérable pour l'époque. Cette résidence est devenue l'ambassade d'Algérie en Égypte.

## Ambassadeurs d'Algérie en Égypte
- Lakhdar Brahimi : 1963 - ???
- Ali Kafi : ??? - ???
- Othman Saadi : 1968 - 1971
- Mohamed El Mili: 1991 - 1992
- Abdelkader Hadjar : 2004 - 2012
- Nadir Larbaoui : 2012 - 22 août 2019
- Mohand El Salah Ladjouzi : 22 août 2019 - 2021
- Abdelhamid Chebira : depuis 15 novembre 2021

Benali Cherif abdelaziz juillet 2023 à ce jour